# John Edmonstone
John Edmonstone fue un esclavo negro, nacido probablemente en Demarara (Guyana británica). Aprendió taxidermia de Charles Waterton, cuyo suegro, Charles Edmonstone (nacido en 1793 en Cardross Park, Dunbarton, Escocia - 1822, en Demerara, Guyana británica) tenía una plantación en Demarara. No se sabe con exactitud su fecha de nacimiento ni el año de su muerte.
Tras ser liberado, John fue a Glasgow junto a su antiguo propietario, Charles Edmostone. De allí se mudó al 37 de Lothian Street de Edimburgo, donde enseñó taxidermia a algunos alumnos de la Universidad de Edimburgo. Uno de ellos fue Charles Darwin.
Edmostone refirió a Darwin ciertos informes sobre el bosque húmedo tropical sudamericano que pudieron haberle animado a explorar ese entorno, entonces relativamente desconocido. Ciertamente, el conocimiento que Darwin recibió de Edmostone hubo de serle de gran utilidad durante su viaje a bordo del Beagle. 
Edmostone es uno de los 100 grandes afrobritánicos citados por Patrick Vernon.